# Anders Kjærulf
Anders Mortensen Kjærulf (11. april eller 14. august 1662 – 3. februar 1735 på Sødal i Rødding ved Viborg) var en dansk godsejer, bror til Laurids Kjærulf.

## Liv
Han var søn af Morten Laursen Kjærulf. Kjærulf var formentlig først forpagter på Gudumlund og Lindenborg, men 1687 købte han Bjørnsholm — det tidligere Vitskøl Kloster — ved Løgstør, og gradvist blev han ejer af Sødal ved Viborg, Ørndrup på Mors, Havbrogård og Mølgård i Havbro Sogn, Holmgård i Skals Sogn, øen Fuur, hvor han 1731 oprettede en skole, Halkær og en del spredt bøndergods, således en del af Bundgård i Jetsmark Sogn og det halve af Saltumgård i Saltum Sogn, hvilket han havde arvet efter faderen. Da Anders Kjærulf 1728 skiftede med sin søn for at kunne indtræde i nyt ægteskab, fik denne Halkær, Bjørnsholm og Ørndrup, der blev vurderet til 60.000 rigsdaler i alt.
Sammen med broderen Laurids blev han 11. april 1724 adlet, og lige som denne var han også en stor godsejer. Men historikeren Christen Sørensen Testrup skriver kritisk om Kjærulf, at han "havde i sin Tid skrabet meget Gods og Midler sammen, dog ikke alt retvis, thi han var en haard Mand at have med at bestille."
Anders Kjærulf boede vist en tid på Bjørnsholm, men i den senere del af sit liv to han ophold på Sødal. Her døde han, og her hang der også et dobbeltportræt af ham og hans anden hustru, som siden 1847 har hængt i Rødding Kirke. I samme kirke findes der både en alterskranke med Kjærulf og hustrus to våben samt adskillige sølvalterkar skænkede af Kjærulfs hustru, og endvidere oprettede han et legat på 2.000 rigsdaler til gavn for sognets fattige.

## Ægteskaber
22. januar 1690 ægtede han på Stevnshoved i Vive Sogn Kirstine Pedersdatter Møller, der var opdraget hos sin morbroder, kommerceassessor Bent Winther. Hun var datter af Peder Møller på Holbækgård (Randers Amt) og Maren Bentsdatter. Hun døde 26. februar 1725 efter at have født Kjærulf 6 sønner og 4 døtre. Til hendes ligbegængelse lejede Anders Kjærulf det ringeste (!) af Aalborg Købmænds Liglavs ligklæder til en pris af 2 rigsdaler og 4 mark.
6. august 1728 ægtede han i Torslev Kirke Margrete Dortea Braës (3. oktober 1692 - 29. januar 1740. I Torslev Kirke, hvor han blev begravet 25. februar 1735, findes epitafium over hende og hendes mand. Hun var datter af justitsråd Diderik Christian Braës til Kokkedal. Dette ægteskab var barnløst. Anders Kjærulfs børn døde alle før faderen.